# 自然学校 (兵庫県)
自然学校（しぜんがっこう）とは、兵庫県の市町が県の補助を受けて行う県の学校行事である。1988年度から実験的に始まり、1990年度から1998年度までは希望する中学校、1991年度から公立の全小学校を対象に実施され現在に至る。なお、この事業推進のために、朝来郡山東町（現・朝来市）に兵庫県立南但馬自然学校が作られた。

## 概要
- 実施機関 - 兵庫県内各市町
- 実施対象 - 兵庫県内の公立小学校に通う5年生
- 時期 - 主に春か秋（5、6月か10、11月ごろ）に1団体（学校・連合）ごとに各市町が決める。
- 期間 - 4泊5日（2010年度より。2008年度までは5泊6日。2009年度は小学校によって5泊6日、もしくは4泊5日で行われていた。）

## 特徴
実施機関は小学校ではなく各市町である。